# Селгерст Парк
«Се́лгерст Парк» (англ. Selhurst Park) — футбольний стадіон у Лондоні.
На стадіоні проводить свої ігри футбольний клуб «Крістал Пелес», у 1985–1991 роках — «Чарльтон Атлетік», у 1991–2003 — «Вімблдон».